# 橙腹叶鹎
橙腹叶鹎，又称黄冠橙腹叶鹎，为叶鹎科叶鹎属的鸟类。分布於喜马拉雅山脉自印度向东经尼泊尔、不丹、孟加拉至中南半岛、南抵印度尼西亚以及中国大陆的西藏、贵州、江西、云南、广西、广东、福建、海南等地，一般生活于从滨海的平原至海拔约2200米的山地以及栖息于开阔的针阔混交林、阔叶林、沟谷林、季雨林以至公路边的林间。该物种的模式产地在尼泊尔。
橙腹叶鹎体重约32.29克，翼长约93.6毫米，嘴峰长约24.7毫米，喙宽度约4.6毫米，喙厚度约5.4毫米，跗蹠长约17.6毫米，尾长约71.4毫米。橙腹叶鹎是候鸟，其栖息在密集的灌木丛中，食性为杂食性。

## 亚种
- 橙腹叶鹎指名亚种（学名：C. h. hardwickii）。分布于印度、尼泊尔、锡金、不丹、孟加拉、缅甸、中南半岛、泰国以及中国大陆的西藏、云南等地。该物种的模式产地在尼泊尔。[4]
- ：分布于马来半岛。[5]

以下两个亚种被部分分类系统视为单独的物种灰冠橙腹叶鹎，但世界鸟类学家联合会的世界鸟类名录已将其重新合并到本物种。
- ：海南岛特有亚种，为灰冠橙腹叶鹎的指名亚种。
- ：分布于华南地区至越南南部。

## 外部連結
- 橙腹葉鵯(Chloropsis hardwickii (melliana))鳴聲 （页面存档备份，存于）香港觀鳥會鳥鳴集